# 刘钝
刘钝（1947年—），男，汉族，武汉人，中国科技史专家，中国科学院自然科学史研究所研究员、原所长，第十一届全国政协委员。

## 生平
2003年当选第十届全国政协委员。2008年当选第十一届全国政协委员，代表科学技术界，分入第二十九组。

## 社会兼职
国际科技史学会（IUHPS/DHST）主席、中国数学会理事、中国科协全国委员，《科学文化评论》主编，中国科技大学人文与社会科学学院院长、国际科学史研究院院士（Effective Member），剑桥大学邱吉尔学院海外研究员（Overseas Fellow）、中国科技史学会理事长、国际东亚科学技术与医学史学会主席、《自然科学史研究》杂志主编，